# Fraternidade Sacerdotal de São Josafá
A Fraternidade Sacerdotal São Josafá-Koncévitch (FSSJK) (em alfabeto cirílico ucraniano: Братство традиціоналістів Святого Йосафата) - sob o patrocínio de São Josafá Koncévitch (1584 - 1623) - é uma sociedade de vida apostólica ucraniana de rito oriental eslavo (rito grego da língua eslava), de vida comum sem votos e aliada à Fraternidade Sacerdotal São Pio X (FSSPX), sendo representante desta na Ucrânia e com mesma situação canônica oficial.
O superior da FSSJK é padre Basil Kovpak. O reitor do seminário - localizado em Lviv, é o padre Volodymyr Voznyuk. A ordenação sacerdotal dos seus seminaristas é conferida pelos bispos da Fraternidade Sacerdotal São Pio X.
A FSSJK é composta também por irmãs religiosas, assim como na FSSPX. Elas são as Irmãs Basilianas da Ucrânia.